# Route nationale 274
Die Route nationale 274, kurz N 274 oder RN 274, auch: Rocade de Dijon oder Boulevard Périphérique de Dijon, ist eine französische Nationalstraße, die als Schnellstraße zwischen dem Anschluss zur Autoroute A38 im Nordwesten und der Autoroute A311 im Süden Dijons erbaut wurde. Die Fahrstreifen variieren in den Varianten 1+1, 2+1, teilweise auch 2+2.
Die Nummerierung der Anschlussstellen übernimmt die N 274 von der A 38.
Seit den 1970er Jahren wird sie als Liaison Intercommunale Nord Ouest (LINO) bezeichnet, weil sie kleinere Vororte mit Dijon verbindet.

## Verlauf
Die N 274 beginnt nach der Querung des Ouche mit dem Kreisverkehr nach Plombières-lès-Dijon.
Sie führt an dem Wohngebiet Le Belvedere von Talant und nördlich von Fontaine-lès-Dijon vorbei zum Gewerbegebiet von Toison-d’Or. Dann schwenkt die N274 in südliche Richtung weiter an Saint-Apollinaire vorbei zum Gelände der Universität der Bourgogne. Südlich davon kreuzt die Autoroute A39.
Bei Longvic quert sie erneut den Ouche. Schließlich wird der Canal de Bourgogne überbrückt und die N 274 geht in die Autoroute A311 über.